# HAT-P-14b
HAT-P-14b هو كوكب خارج المجموعة الشمسية مؤكد يقع على بعد 820 سنة ضوئية تقريباً في كوكبة الجاثي  اكتشف عام 2010 من قبل مشروع هاتنيت باستخدام طريقة
العبور حول النجم HAT-P-14b. وأكتشف أيضا وبصورة مستقلة من قبل برنامج البحث عن الكواكب واسع الزاوية